# Альдама (муниципалитет Чьяпаса)
Альдама (исп. Aldama) — муниципалитет в Мексике, штат Чьяпас, с административным центром в одноимённом посёлке. Численность населения, по данным переписи 2020 года, составила 8480 человек.

## Общие сведения
Название Aldama было дано в честь национального героя, участника в войне за независимость Мексики — Игнасио Альдамы.
Площадь муниципалитета равна 26,8 км², что составляет менее 0,1 % от площади штата, а наиболее высоко расположенное поселение Револусьон-Фиу, находится на высоте 2120 метров.
Он граничит с другими муниципалитетами Чьяпаса: на северо-западе с Сантьяго-эль-Пинаром, на севере и востоке с Ченало, на юге с Чамулой, на западе с Ларрайнсаром.

## Учреждение и состав
Муниципалитет был образован 28 июля 1999 года, по данным 2020 года в его состав входит 22 населённых пункта, самые крупные из которых:
| Код INEGI                  | Населённый пункт                                                               | Численность населения (2005 год) | Численность населения (2010 год) | Численность населения (2020 год) |
| -------------------------- | ------------------------------------------------------------------------------ | -------------------------------- | -------------------------------- | -------------------------------- |
| 113                        | Всего                                                                          | 4906                             | 5072                             | 8480                             |
| 0001                       | Альдама (исп. Aldama) 16°55′04″ с. ш. 92°41′17″ з. д. (административный центр) | 1081                             | 1273                             | 2279                             |
| 0011                       | Сан-Педро-Коцильнам (исп. San Pedro Cotzilnam) 16°56′14″ с. ш. 92°42′07″ з. д. | 993                              | 435                              | 1084                             |
| 0018                       | Хусчен (исп. Xuxchén) 16°58′07″ с. ш. 92°42′24″ з. д.                          | 373                              | 469                              | 774                              |
| 0009                       | Револусьон-Фиу (исп. Revolución Fiu) 16°53′54″ с. ш. 92°40′32″ з. д.           | 349                              | 406                              | 643                              |
| 0019                       | Етон (исп. Yetón) 16°55′18″ с. ш. 92°41′42″ з. д.                              | 279                              | 319                              | 415                              |
| 0010                       | Сан-Хосе-Фиу (исп. San José Fiu) 16°53′38″ с. ш. 92°40′24″ з. д.               | 145                              | 239                              | 383                              |
| 0013                       | Сепельтон (исп. Sepeltón) 16°55′45″ с. ш. 92°42′27″ з. д.                      | 201                              | 227                              | 341                              |
| —                          | Прочие                                                                         | 1485                             | 1704                             | 2561                             |
| Названия на карте Генштаба |                                                                                |                                  |                                  |                                  |

## Экономическая деятельность
По статистическим данным 2000 года, работоспособное население занято по секторам экономики в следующих пропорциях:
- сельское хозяйство и скотоводство — 91,3 % ;
- промышленность и строительство — 5,6 %;
- торговля, сферы услуг и туризма — 2,4 %;
- безработные — 0,7 %.

## Инфраструктура
По статистическим данным 2020 года, инфраструктура развита следующим образом:
- электрификация: 98,8 %;
- водоснабжение: 5,6 %;
- водоотведение: 89,8 %.

## Туризм
Основной достопримечательностью являются пейзажи местных ландшафтов.